# Косма, Адриан
Адриан Косма (рум. Adrian Cosma; 5 июня 1950, Бухарест — 1996) — румынский гандболист, полевой игрок. Серебряный призёр летних Олимпийских игр 1976 года, двукратный бронзовый призёр летних Олимпийских игр 1972 и 1980 годов, чемпион мира 1974 года.

## Биография
Родился 5 июня 1950 года в румынском городе Бухарест.
Играл в гандбол за бухарестские «Университатю» и «Динамо».
В 1972 году вошёл в состав сборной Румынии по гандболу на летних Олимпийских играх в Мюнхене и завоевал бронзовую медаль. Играл в поле, провёл 5 матчей, забросил 8 мячей (три в ворота сборной Венгрии, два — Норвегии, по одному — Югославии, ФРГ и ГДР).
В 1974 году завоевал золотую медаль на чемпионате мира в ГДР.
В 1976 году вошёл в состав сборной Румынии по гандболу на летних Олимпийских играх в Монреале и завоевал серебряную медаль. Играл в поле, провёл 5 матчей, забросил 11 мячей (пять в ворота сборной Венгрии, три — США, по одному — Чехословакии, Польше и СССР).
В 1980 году вошёл в состав сборной Румынии по гандболу на летних Олимпийских играх в Москве и завоевал бронзовую медаль. Играл в поле, провёл 5 матчей, забросил 5 мячей (четыре в ворота сборной Кувейта, один — Швейцарии).
В течение карьеры провёл за сборную Румынии 130 матчей, забросил 250 мячей.
Заслуженный мастер спорта Румынии (1974).
Умер в 1996 году.